# Графство Цвайбрюкен-Бич
Графството Цвайбрюкен-Бич (на немски: Zweibrücken-Bitsch; на френски: Comté de Deux-Ponts-Bitche) е графство в Свещената Римска империя в днешни Германия и френския департамент Мозел в Горна Лотарингия, създадено между 1286 до 1570 г. в източната част на старото Графство Цвайбрюкен и с Лотарингия смененото господство Бич (на френски: Pays de Bitche). Резиденцията му е първо в Лемберг и след това в замък Бич (в днешна Франция). През 1570 г. то е разделено между наследниците.

## История
Графството е създадено от наследствено разделяне на графската фамилия от Графство Цвайбрюкен през 1286 г. от синовете на граф Хайнрих II фон Цвайбрюкен (упр. 1237 – 1281), син на първия граф на Цвайбрюкен Хайнрих I († 1228) и Хедвиг от Лотарингия, дъщеря на херцог Фридрих I от Лотарингия от Дом Шатеноа. През 1297 г. най-големият му син, Еберхард I фон Цвайбрюкен (13 май 1297 – 1321), дава трите замъка Морсберг, Линдер и Сааргемюнд на херцог Фридрих III от Лотарингия († 1302) от Дом Шатеноа и получава от него замъка и господството Бич. През 1302 г. той се нарича граф на Цвайбрюкен и господар на Бич. Новообразуваната територия започва да се казва графство Цвайбрюкен-Бич. Другите територии са управлявани до 1297 г. първо заедно от Еберхард I и неговия по-малък брат Валрам I († декември 1308), който получил службата Цвайбрюкен. Едва на 13 септември 1333 г. територията е истински поделена с договор, заради конфликти, между Валрам II фон Цвайбрюкен († 29 септември 1366) и граф Симон I фон Цвайбрюкен-Бич (1321 – 1355), на линиите Цвайбрюкен-Цвайбрюкен и Цвайбрюкен-Бич. През 19 век тази територия се нарича Германска Лотарингия.
Територията минава през 1570 г. към Графство Ханау-Лихтенберг и 1572 г. към Херцогство Лотарингия.